# قائمة الرحلات الرئاسية لعبد المجيد تبون
تحتوي هذه المقالة على قائمة الرحلات الرئاسية لعبد المجيد تبون، سادس رئيس للجمهورية الجزائرية، قام تبون بأول رحلة رئاسية له إلى ألمانيا لحضور مؤتمر برلين حول ليبيا بتاريخ 19 يناير 2020، كل الرحلات الرئاسية الخارجية توجد أسفله.

## الرحلات الدولية
| عدد الرحلات | الدولة                     |
| ----------- | -------------------------- |
| رحلة واحدة  | ألمانيا؛ إثيوبيا؛ السعودية |

## 2019
لم يقم عبد المجيد تبون بأي رحلة رئاسية خارجية في 2019.

## 2020
الجدول أسفله هو للرحلات الرئاسية الخارجية لعبد المجيد تبون التي أداها خلال سنة 2020.
| # | الدولة   | المدينة التي زارها      | التاريخ   | ملاحظات                                           | المستضيف                                                                                                  | م           |
| - | -------- | ----------------------- | --------- | ------------------------------------------------- | --- | ----------- |
| 1 | ألمانيا  | برلين                   | 19 يناير  | المشاركة في مؤتمر برلين حول ليبيا                 | - مستشارة جمهورية ألمانيا الاتحادية أنجيلا ميركل                                                          | [ 1 ]       |
| 2 | إثيوبيا  | أديس أبابا              | 8 فبراير  | المشاركة في القمة العادية الـ 33 للاتحاد الإفريقي | | [ 2 ]       |
| 3 | السعودية | الرياض، المدينة المنورة | 26 فبراير | تعدّ أول زيارة دولة رسمية للرئيس تبون لبلد عربي    | - الملك سلمان بن عبد العزيز آل سعود - ولي العهد ونائب رئيس مجلس الوزراء وزير الدفاع محمد بن سلمان آل سعود | [ 3 ] [ 4 ] |